# Henri Bricoult
Henri Bricoult (Ormeignies, 3 december 1830 - 23 juni 1879) was een Belgisch volksvertegenwoordiger.

## Levensloop
Bricoult was de zoon van landbouwer Henri Bricoult en van Marie Rosier. Hijzelf bleef ongehuwd.
Hij was provincieraadslid in Henegouwen (1864-1879).
In Ormeignies werd hij opeenvolgend gemeenteraadslid (1860-1879), schepen (1861) en burgemeester (1862 tot aan zijn dood).
In 1864 werd hij verkozen als liberaal volksvertegenwoordiger voor het arrondissement Aat en ook dit mandaat behield hij tot aan zijn dood.